# Franciszek Latinik

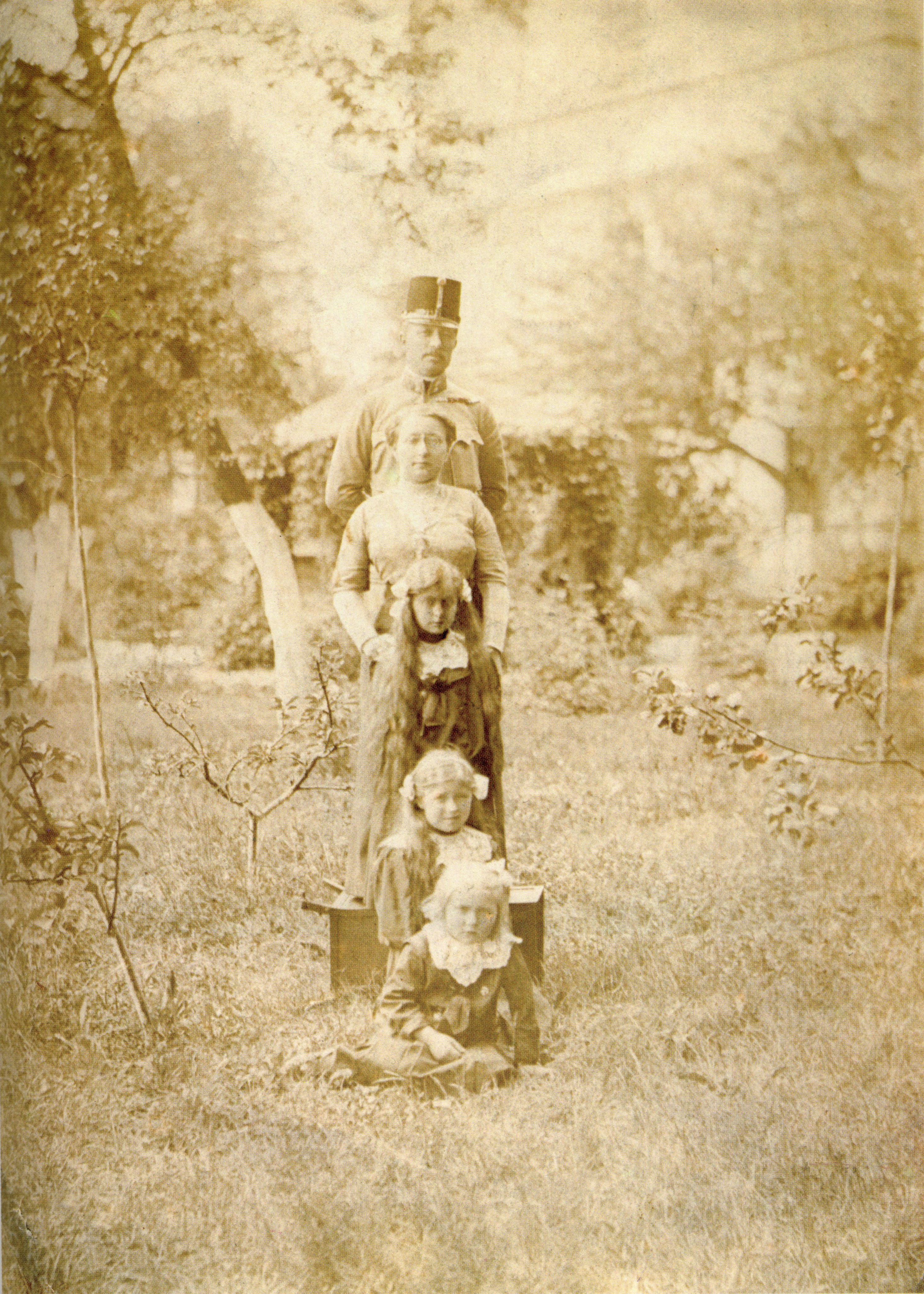
Franciszek Latinik w mundurze austriackim, wraz z żoną i córkami w Łobzowie

Franciszek Ksawery Latinik (ur. 17 lipca 1864 w Tarnowie, zm. 29 sierpnia 1949 w Krakowie) – polski wojskowy, pułkownik piechoty cesarskiej i królewskiej Armii, generał dywizji Wojska Polskiego, pisarz i działacz społeczny.
Jako młody człowiek wstąpił do armii austro-węgierskiej. Ukończył studia w Akademii Sztabu Generalnego w Wiedniu. Po wybuchu I wojny światowej w 1914 roku dowodził 100 pułkiem piechoty Austro-Węgier, z którym wziął udział w maju 1915 w przełamaniu frontu rosyjskiego w bitwie pod Gorlicami. Później walczył na froncie rumuńskim i włoskim, gdzie został ciężko ranny.
Od 1918 służył w Wojsku Polskim. W styczniu 1919 dowodził obroną Śląska Cieszyńskiego przed ofensywą czechosłowacką. Od lutego do sierpnia 1920 był wojskowym przedstawicielem rządu polskiego w sporze o Śląsk Cieszyński. W czasie bitwy warszawskiej w sierpniu 1920 roku był wojskowym gubernatorem Warszawy i dowódcą 1 Armii, z którą odpierał bolszewickie uderzenie na przedpolach miasta. W 1921 roku objął dowództwo polskiego garnizonu w Przemyślu. Przeszedł w stan spoczynku w 1925 roku po wejściu w otwarty konflikt z piłsudczykami. Na emeryturze był aktywny społecznie, napisał trzy książki wspomnieniowe, a po zakończeniu okupacji hitlerowskiej założył Związek Emerytów Wojskowych i Wdów.

## Życiorys

### Pochodzenie
Urodził się w Tarnowie jako syn Antoniego Izydora Latinika (1823–1879), nauczyciela geografii w szkołach średnich i ludowych, autora prac Jeografija Galicyi dla szkół ludowych (1871) i Obywatel, państwo, rząd, formy rządów (1878); oraz Kornelii z domu Romer (1840–1874); wnuk Teofila Romera, powstańca krakowskiego; oraz Marianny Łempickej herbu Junosza; prawnuk Ignacego Łempickiego.
Franciszek Ksawery był jednym z kilkorga dzieci. Miał rodzeństwo: Karolinę, Wandę, Jana, Teofila, Zygmunta, Marię i Wiktora. Jego matka zmarła w 1874 roku. Ojciec zmarł w 1879 roku, gdy Franciszek Latinik miał piętnaście lat.

### Cesarska i królewska armia (1882–1918)

#### Edukacja i początki służby
Franciszek Latinik uczęszczał do gimnazjum w Krakowie. W 1882 roku ukończył Szkołę Kadetów Piechoty w Łobzowie i rozpoczął służbę w wojsku austro-węgierskim. W 1885 roku został mianowany  podporucznikiem, zaś w 1889 porucznikiem piechoty. W latach 1889–1891 studiował w Akademii Sztabu Generalnego w Wiedniu. Pełnił służbę w linii, w sztabach jednostek i w Sztabie Generalnym. Pracował w Biurze Kartograficznym Sztabu Generalnego, odbył staż w charakterze szefa sztabu brygady. Następnie był delegowany do Biura Operacyjnego XI Korpusu we Lwowie i do Biura Krajoznawczego Sztabu Generalnego w Wiedniu, z ramienia którego odbył służbowe podróże po Bałkanach z misją sporządzenia strategicznego i taktycznego opisu terenów pomiędzy Bośnią a Albanią. W 1896 awansował do rangi kapitana, a w 1909 – do rangi majora. Został przydzielony do 13 pułku piechoty w Krakowie. Był przez pewien czas komendantem kursów dla oficerów rezerwy, a potem wykładowcą taktyki w wyższej szkole oficerskiej. W 1911 awansował na podpułkownika, w 1913 został przeniesiony do 1 pułku piechoty w Opawie na stanowisko zastępcy dowódcy pułku. W latach 1909–1913 zajmował stanowisko komendanta macierzystej Szkoły Kadetów w Łobzowie.

#### I wojna światowa
Po wybuchu I wojny światowej w lipcu 1914 objął dowództwo 2 pułku marszowego i w sierpniu brał udział w ofensywie na Lublin, walcząc pod Annopolem, Ratoszynem, Kraśnikiem, Rozwadowem i Mielcem. 17 września 1914 objął dowództwo 100 pułku piechoty (złożonego w dużej części z Polaków pochodzących ze Śląska Cieszyńskiego), z którym uczestniczył w walkach nad Nidą. Na czele tego pułku wziął udział w bitwie pod Gorlicami – 2 maja 1915 prowadził oddział w ataku na wzgórze Pustki, które stanowiło jedną z głównych pozycji sił rosyjskich na północ od miasta, a następnie w walkach pościgowych pod Bieczem, Jasłem i Jarosławiem.
Dowodzony przez niego pułk zajął się przygotowaniem i zabezpieczeniem przeprawy przez Wisłokę, celem ofensywy na Jasło. Rankiem 6 maja 1915 jego batalion zajął wzgórza na wschód od Jareniówki. Po drugiej stronie rzeki znajdowały się umocnione stanowiska rosyjskie. Mimo natężonego ognia artylerii carskiej oddziałom Franciszka Latinika udało się utrzymać pozycje. Nocą oddziały te weszły do Jasła.
Jako dowódca 100 pułku piechoty Franciszek Latinik nawiązał znajomość ze służącym wówczas w tym pułku artystą Janem Wałachem. Mianował Wałacha malarzem pułkowym, rezygnując z wysyłania go na front.
Jeszcze w 1915 awansował na pułkownika. Po dwumiesięcznej przerwie spowodowanej chorobą objął zastępczo dowództwo XXIII Brygady Piechoty, z którą 26 sierpnia 1915 wkroczył do Brześcia nad Bugiem. Następnie walczył na południowym odcinku frontu wschodniego, aż do czasu ofensywy Brusiłowa w czerwcu 1916. W lipcu 1916 z powodu choroby opuścił front i dopiero w październiku tego roku powrócił na stanowisko dowódcy XXIII Brygady walczącej wówczas na Bukowinie. Wiosną 1917 roku Latinik wraz z XII Dywizją Piechoty został przeniesiony na front włoski nad Soczę (Isonzo). Jesienią 1917 roku dowodzona przez niego brygada wzięła udział w austriacko-niemieckiej ofensywie pod Caporetto, m.in. przy zdobyciu Monfalcone i Aquilei oraz w pościgu aż do rzeki Piave. W lutym 1918 Latinik został przeniesiony na front w Tyrolu i objął dowództwo VIII Brygady Piechoty. W czerwcu 1918 został ciężko ranny.

### Wojsko Polskie (1918–1925)

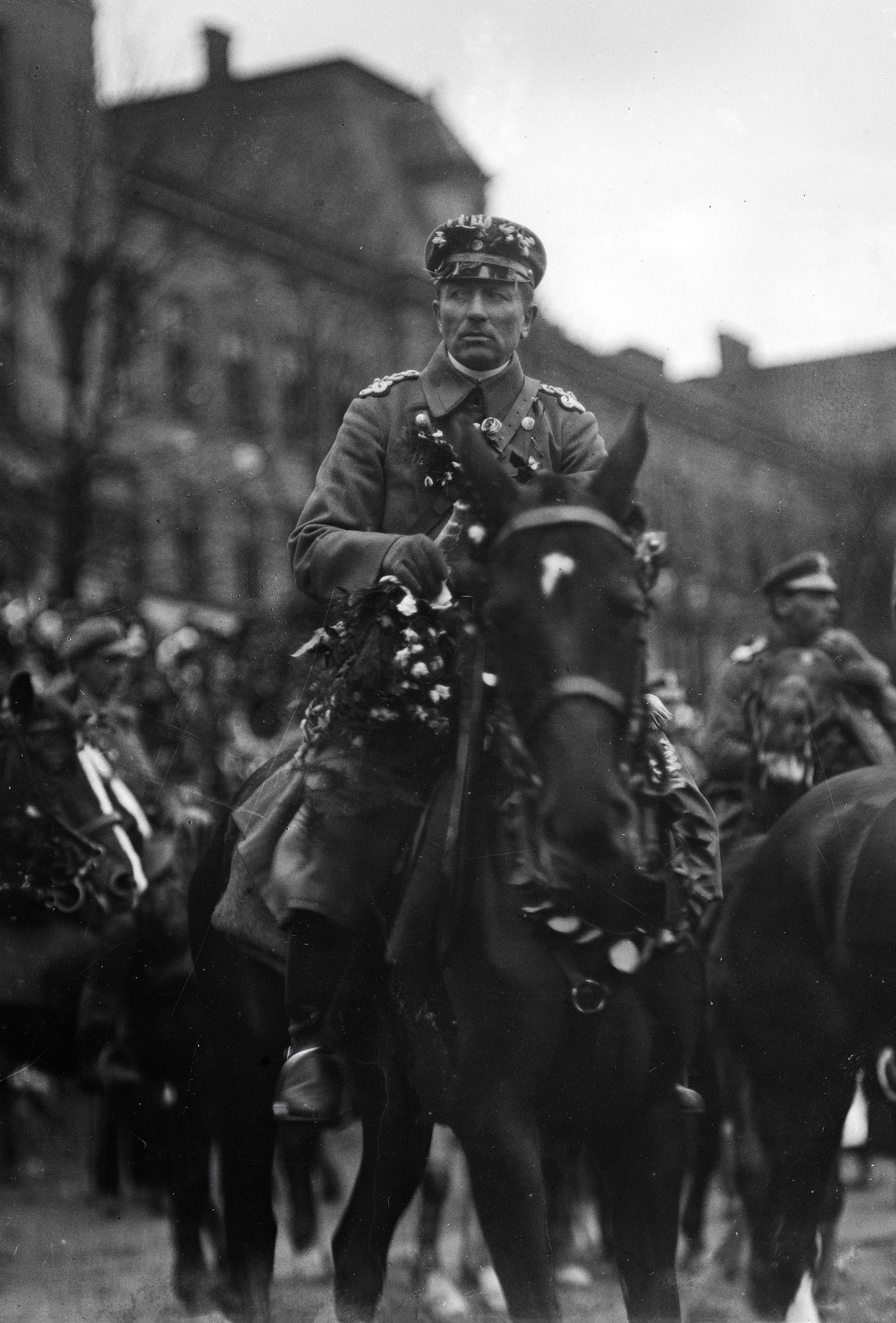
Pułkownik Franciszek Latinik podczas defilady wojskowej w Cieszynie (1919)

Po wyleczeniu został skierowany na terytorium okupowanego przez Austriaków Królestwa Polskiego. Objął stanowisko dowódcy okręgu wojskowego w Zamościu. 2 listopada 1918, gdy władze austriackie w Zamościu zostały zlikwidowane, Latinik przeszedł do Wojska Polskiego i objął dowództwo miejscowego garnizonu, popierając równocześnie działającą w mieście Polską Komisję Likwidacyjną.

#### Konflikt o Śląsk Cieszyński

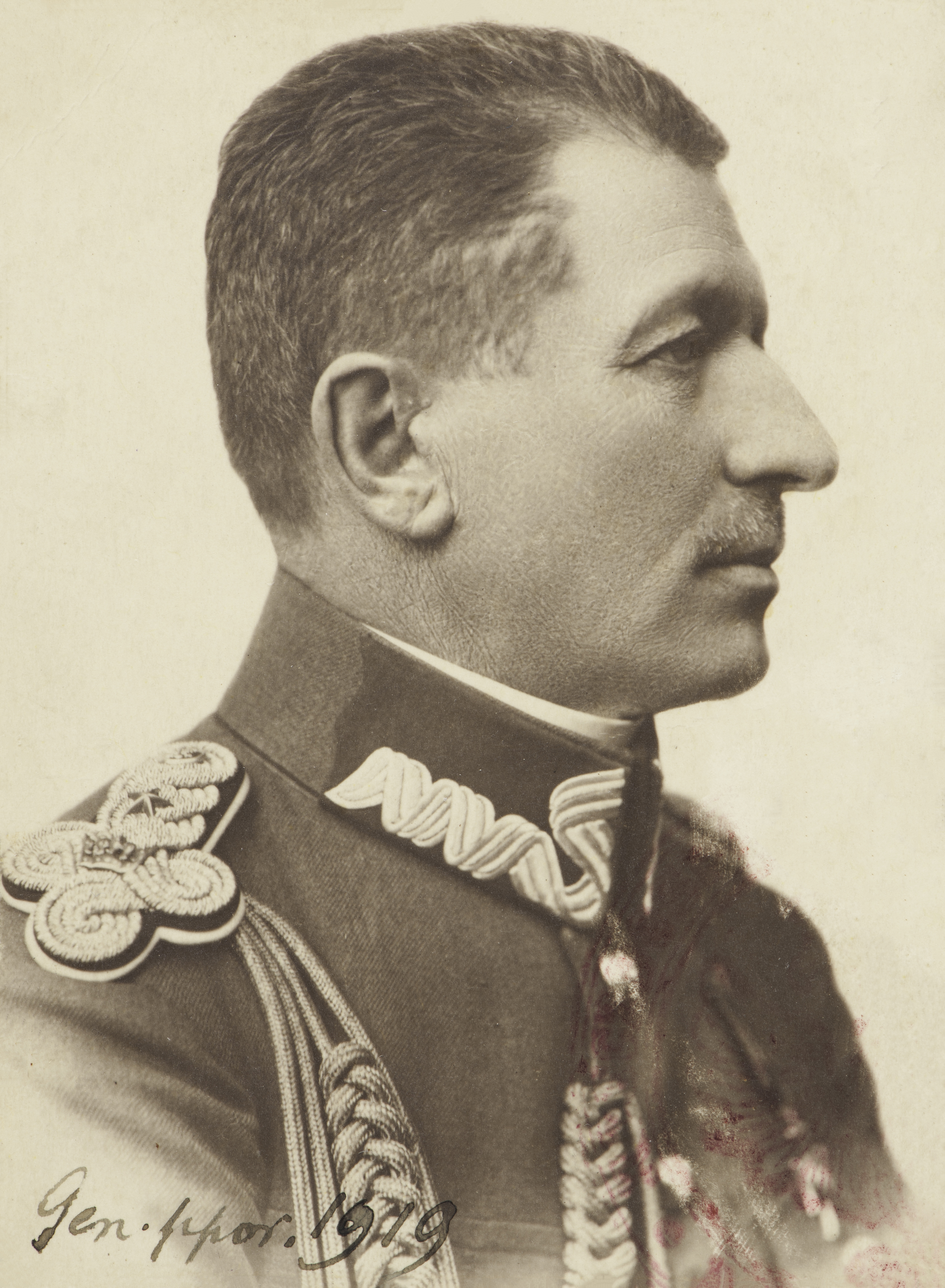
Latinik w 1919 roku, w czasie polsko-czeskiego konfliktu granicznego o Śląsk Cieszyński

17 listopada 1918 został mianowany dowódcą okręgu wojskowego w Cieszynie i przystąpił do organizowania oddziałów polskich na Śląsku Cieszyńskim. 23 stycznia 1919 odrzucił ultimatum czeskie żądające ewakuacji sił polskich z tego terytorium i stanął na czele około dwutysięcznego oddziału w walkach przeciwko nacierającym wojskom czeskim. Wyparty z Bogumina, Karwiny i Cieszyna, zatrzymał czeską ofensywę w bitwie pod Skoczowem 29–30 stycznia i doprowadził do zawieszenia broni 31 stycznia. Był członkiem delegacji polskiej do Komisji Rozjemczej utworzonej przez Komisję Międzysojuszniczą w Cieszynie. 22 maja 1919 został dowódcą Frontu Cieszyńskiego, a 30 maja tego roku został mianowany dowódcą 6 Dywizji Piechoty, która była w trakcie organizacji. Od 13 października 1919 do marca 1920 dowodził 7 Dywizją Piechoty i równocześnie Frontem Śląskim. Decyzją Naczelnego Wodza z 23 listopada 1919 został awansowany na generała podporucznika 1 grudnia 1919. Od lutego do sierpnia 1920 był wojskowym przedstawicielem rządu polskiego najpierw przy Komisji Delimitacyjnej polsko-czechosłowackiej w Opawie, a następnie przy Międzysojuszniczej Komisji Plebiscytowej w Cieszynie. Zaprzyjaźnił się z Julianem Fałatem, który zamieszkiwał w Bystrej i w czasie konfliktu o Śląsk Cieszyński wstąpił do wojska.

#### Bitwa warszawska
W obliczu postępującej ofensywy bolszewickiej Latinik został przeniesiony do Frontu Północnego i 6 sierpnia 1920 objął dowództwo 1 Armii, która miała bronić przedpola Warszawy na odcinku pomiędzy Modlinem, Zegrzem i Górą Kalwarią. Na wyraźne własne życzenie został w tym samym czasie mianowany wojskowym gubernatorem Warszawy.
W środę 11 sierpnia gazety wydrukowały obwieszczenie generał Franciszka Latinika, wojskowego gubernatora Warszawy o stanie oblężenia, w którym pisał: „1. Na mocy decyzji Rady Obrony Państwa (...) ustanowiony został w mieście stołecznym i w powiatach stan oblężenia, 2. Władza wykonawcza została przekazana mnie, 3. Wszystkie władze miejscowe zostają podporządkowane mnie, 4. Wzywam ludność podległego mi terytorium do bezwzględnego posłuszeństwa rozkazom moim, uprzedzając, że osoby uchylające się od ścisłego przestrzegania rozporządzeń moich, będą karane z całą surowością prawa, aż do kary śmierci włącznie, przez sądy doraźne”.
Podczas Bitwy Warszawskiej 13–16 sierpnia kierował operacjami pod Zegrzem i Radzyminem, odpierając bolszewickie uderzenie na miasto. Podczas działań pościgowych był dowódcą Grupy Południowej 6 Armii, nacierając w kierunku na Tarnopol, Szepetówkę, Stary Konstantynów i Płoskirów.
Swoje refleksje z tego czasu Franciszek Latinik zawarł w publikacji Bój o Warszawę.

#### W czasie pokoju

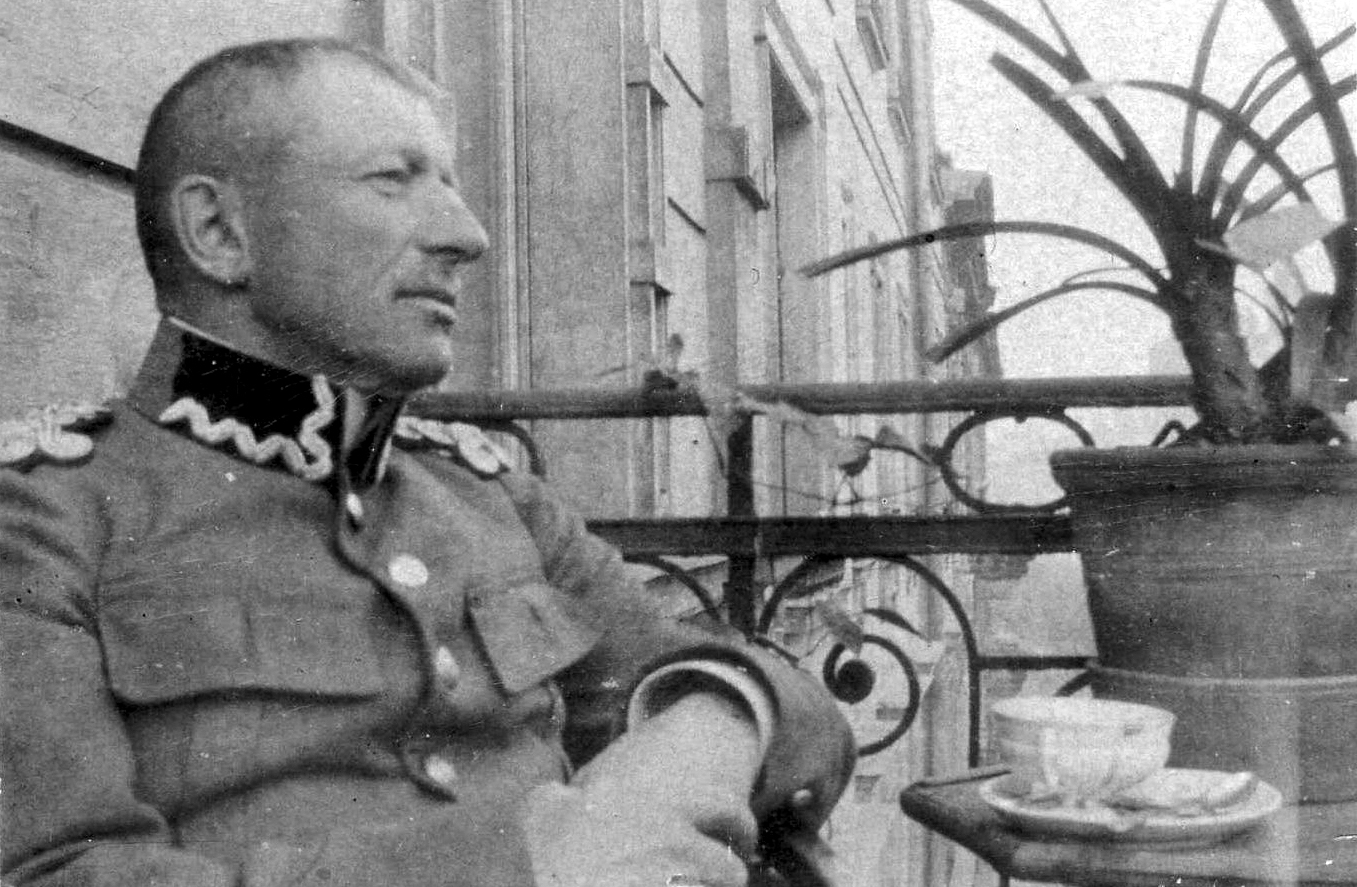
Latinik w stroju wyjściowym, na balkonie swojego mieszkania przy ulicy Studenckiej 2 w Krakowie

Po zawieszeniu broni jesienią 1920 został mianowany generałem dywizji. Został powołany na kierownika Kursów Informacyjnych dla wyższych dowódców w Rembertowie pod Warszawą. 20 kwietnia 1921 roku został mianowany dowódcą Okręgu Generalnego „Kielce”. Obowiązki na stanowisku dowódcy okręgu objął 14 maja, po wykorzystaniu urlopu przeniesieniowego, i pełnił je do czasu likwidacji Dowództwa Okręgu Generalnego „Kielce”. Od 20 września do 9 października 1921 roku przebywał w Poznaniu na urlopie „w sprawach familijnych”. Na stanowisku dowódcy okręgu zastępował go wówczas generał podporucznik Eugeniusz Pogorzelski. Od 15 listopada 1921 roku dowodził Okręgiem Korpusu Nr X w Przemyślu. W latach 1920–22 wchodził w skład pierwszej Tymczasowej Kapituły Orderu Virtuti Militari. 3 maja 1922 roku został zweryfikowany w stopniu generała dywizji ze starszeństwem z dniem 1 czerwca 1919 i 10. lokatą w korpusie generałów.
W wyborach parlamentarnych w listopadzie 1922 roku bezskutecznie ubiegał się o mandat poselski z list NZL Polskie Centrum. 30 listopada 1923 minister spraw wojskowych generał Stanisław Szeptycki powołał go na członka Tymczasowego Komitetu Organizacyjnego Budowy Pomnika Nieznanego Żołnierza w Warszawie.

##### Strajk generałów
Józef Piłsudski negatywnie odnosił się do Latinika oraz jego aktywności w Przemyślu. W 1924 Latinik znalazł się w konflikcie z piłsudczykami. W wyniku jego wypowiedzi doszło do zbiorowej dymisji grupy oficerów Wojska Polskiego wywodzących się z Legionów, znanej jako „strajk generałów”, oraz związanej z nią ożywionej dyskusji publicystycznej. 9 listopada 1924 Prezydent RP Stanisław Wojciechowski zwolnił Latinika ze stanowiska dowódcy okręgu korpusu. 28 lutego 1925 roku na własną prośbę Latinik został przeniesiony w stan spoczynku.

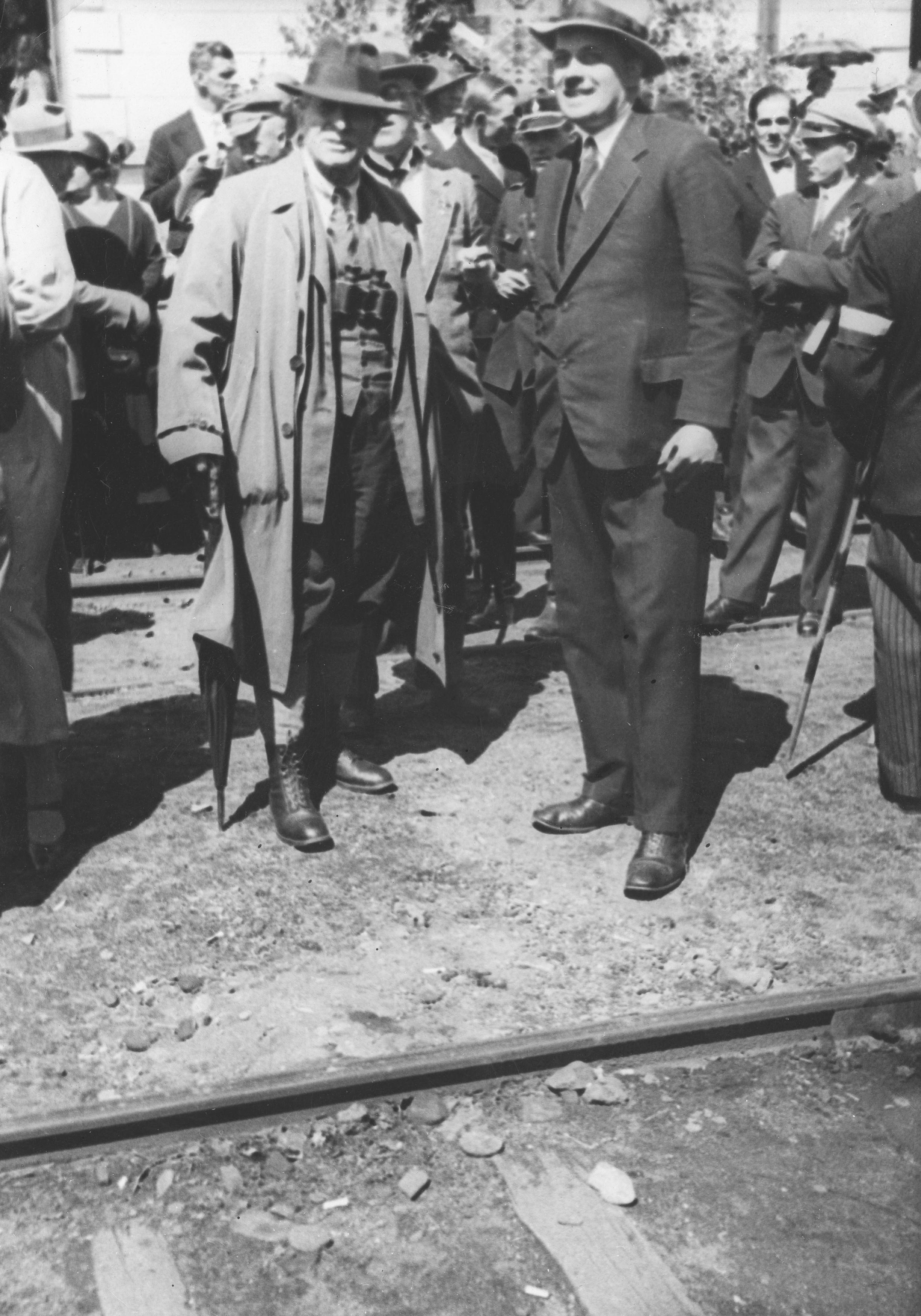
Franicszek Latinik (po lewej, trzymając parasol) podczas uroczystości rocznicowych bitwy pod Gorlicami, 1934

### W stanie spoczynku (1925–1949)
Zamieszkał w Krakowie przy ulicy Studenckiej 2, a następnie przy ul. Helclów. W 1929 przemawiał na pogrzebie Juliana Fałata. Był aktywny społecznie, działał jako członek Towarzystwa „Rozwój” i prowadził akcję odczytową. Choć nie angażował się politycznie, sympatyzował z Narodową Demokracją. Posiadał przewodnik po Krakowie, w którym były zaznaczone tylko sklepy należące do katolików, jak wspominał jego wnuk: „gdzieniegdzie ręcznie dziadek zaznaczał jakiś punkt i dopisywał Żyd”.
Opublikował rozprawy dotyczące swojej roli jako dowódcy wojskowego w konflickie o Śląsk Cieszyński (wyd. 1931) oraz w bitwie warszawskiej (wyd. 1934). Już wcześniej, w 1923 roku, opublikował pracę opisującą udział 100. pułku piechoty w przełamaniu frontu rosyjskiego w bitwie pod Gorlicami w czasie I wojny światowej.
Stanął na czele Centralnego Komitetu Wykonawczego Budowy Pomnika gen. Tadeusza Rozwadowskiego w Krakowie. Staraniem komitetu obywatelskiego z gen. Franciszkiem Latinikiem na czele ufundowano, a następnie 7 listopada 1937 odsłonięto w Kaplicy Loretańskiej kościoła kapucynów w Krakowie epitafium – popiersie w brązie generała Tadeusza Rozwadowskiego wykonane przez Konstantego Laszczkę.
Po II wojnie światowej, w wieku 81 lat, założył i organizował Związek Emerytów Wojskowych i Wdów. W czerwcu 1945 roku udzielił wywiadu Dziennikowi Zachodniemu. Jak zanotował dziennikarz August Grodzicki: „Gen. Latinik mieszka w Krakowie. Udaliśmy się do niego z prośbą o udzielenie nam pewnych informacyj dotyczących Śląska Cieszyńskiego i wyrażenie swego poglądu na całą tę sprawę. Gen. Latinik mimo przekroczonej osiemdziesiątki trzyma się doskonale, jest pełen życia i ruchliwości, jest do tej pory bardzo czynny w organizacjach emerytów wojskowych na terenie Grodu Podwawelskiego. Zachował umysł bystry, żywo reagujący na wszystkie aktualne sprawy. Na wspomnienie sprawy Śląska Cieszyńskiego ożywił się od razu”.
Zmarł 29 sierpnia 1949 roku. Został pochowany w grobowcu rodzinnym na cmentarzu Rakowickim.

## Awanse
Cesarska i królewska Armia
- 1885: podporucznik (Leutnant);
- 1889: porucznik (Oberleutnant);
- 1896: kapitan (Rittmeister);
- 1909: major (Major);
- 1911: podpułkownik (Oberstleutnant);
- 1915: pułkownik (Oberst).

Wojsko Polskie
- 1 grudnia 1919: generał podporucznik;
- 3 maja 1922: generał dywizji.

## Ordery i odznaczenia
- Krzyż Srebrny Orderu Wojskowego Virtuti Militari (1920)[49][50]
- Krzyż Komandorski Orderu Odrodzenia Polski (29 grudnia 1921)[49][51][52][53]
- Krzyż Walecznych (dwukrotnie w 1921)[49][54][55]
- Medal Pamiątkowy za Wojnę 1918–1921[49]
- Medal Dziesięciolecia Odzyskanej Niepodległości[49]
- Krzyż za Obronę Śląska Cieszyńskiego I klasy[56]
- Krzyż za Obronę Śląska Cieszyńskiego II klasy[56]
- Medal Pamiątkowy za Obronę Śląska Cieszyńskiego[57]
- Krzyż Oficerski Orderu Legii Honorowej (Francja)[49]
- Krzyż Wielki Orderu Korony Rumunii (Rumunia)[49]
- Order Leopolda III klasy (Austro-Węgry, 1915)[58][59]
- Order Korony Żelaznej II klasy z dekoracją wojenną i z mieczami (Austro-Węgry, 1 maja 1917)[60][61]
- Order Korony Żelaznej III klasy z dekoracją wojenną (Austro-Węgry, 1915)[62]
- Krzyż Kawalerski Orderu Franciszka Józefa (Austro-Węgry, 1913)[63][5]
- Krzyż Zasługi Wojskowej (Austro-Węgry)[5][59]
- Odznaka za Służbę Wojskową (Austro-Węgry)[59]
- Krzyż Jubileuszowy Wojskowy (Austro-Węgry)[59]
- Medal Jubileuszowy Pamiątkowy dla Sił Zbrojnych (Austro-Węgry)[59]
- Krzyż Żelazny I i II klasy (Prusy)[5][64]

Odmówił przyjęcia Orderu Marii Teresy za swoje działania w czasie bitwy gorlickiej, twierdząc, iż może przyjmować odznaczenia już tylko od rządu polskiego.

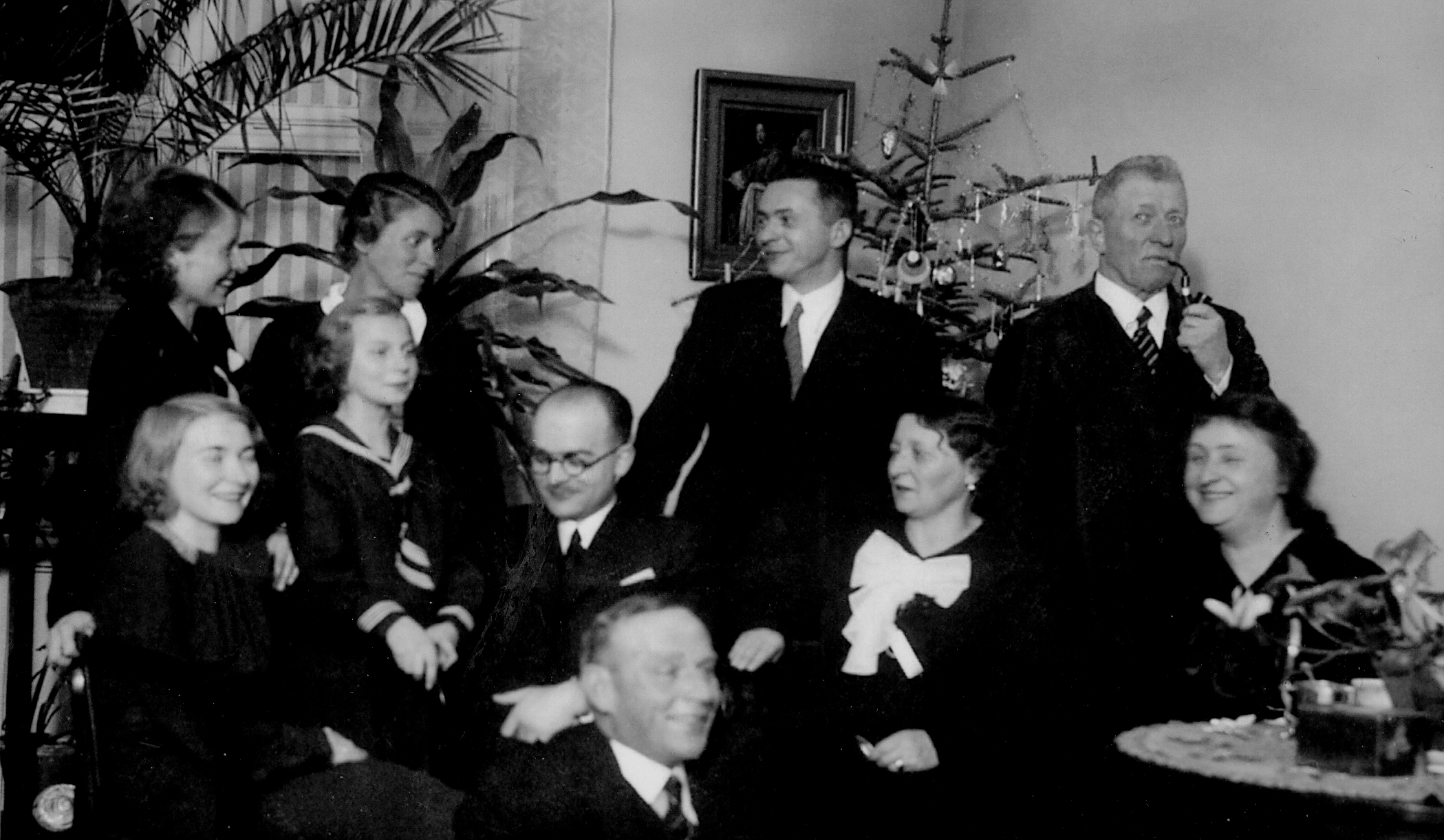
Wigilia u generała Franciszka Latinika, w mieszkaniu przy ulicy Pędzichów w Krakowie, 1935

Źródło.

## Rodzina
W 1902 zawarł związek małżeński z Heleną z domu Stiasny-Strzelbicką (1876–1956), córką notariusza z Białej Edwarda Stiasnego i Józefy Strzelbickiej, adoptowaną przez wuja Stanisława Strzelbickiego. Mieli trzy córki: Annę (1902–1969), Irenę (1904–1974) i Antoninę (1906–1989) oraz sześcioro wnucząt: Irenę i Andrzeja Popielów, Janusza i Jerzego Riegerów oraz Jerzego i Jana Vetulanich.

## Upamiętnienie

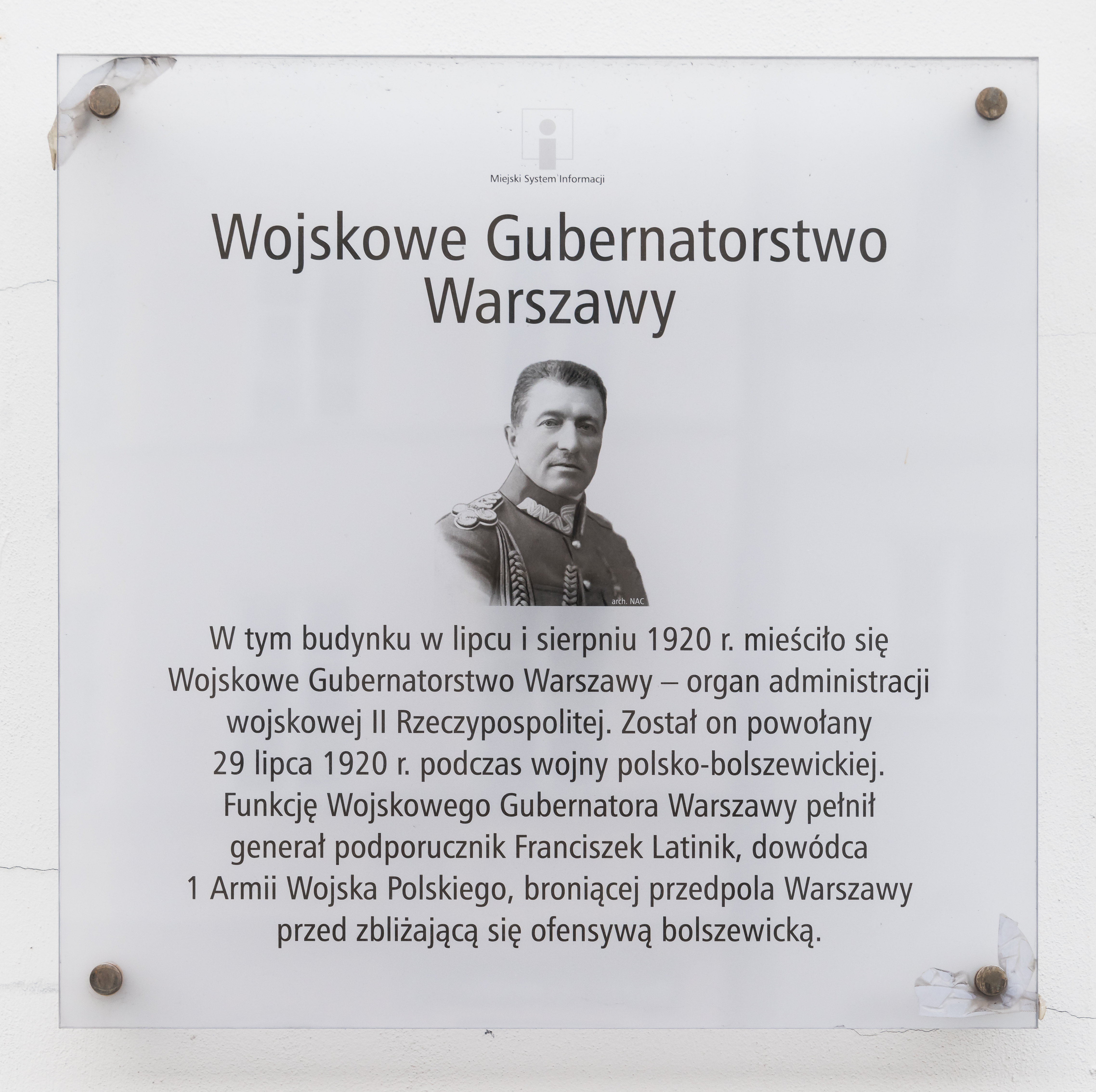
Tablica upamiętniająca Wojskowe Gubernatorstwo Warszawy i generała Franciszka Latinika na budynku Resursy Obywatelskiej przy ul. Krakowskie Przedmieście 64 w Warszawie

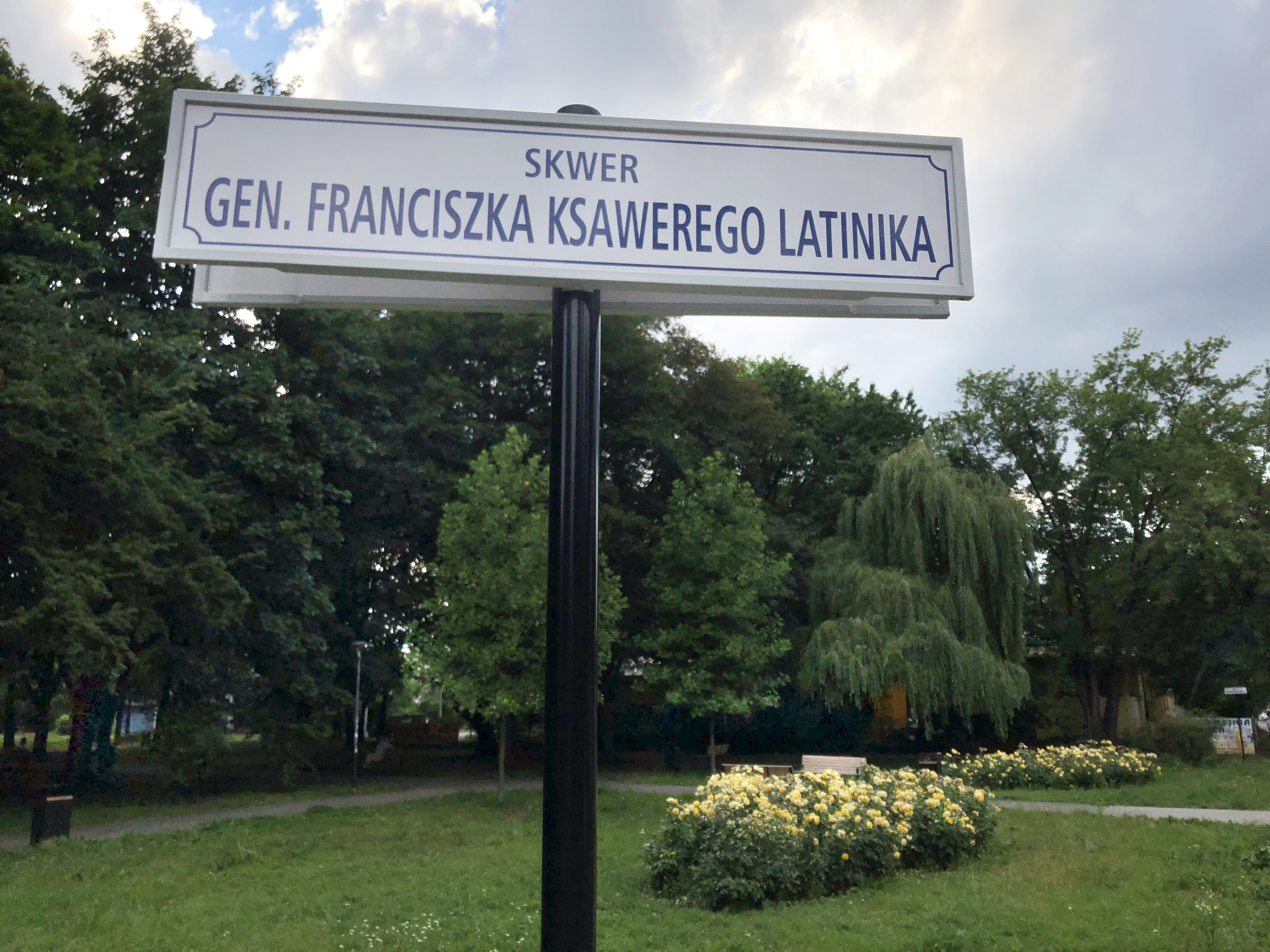
Skwer generała Franciszka Ksawerego Latinika w Krakowie, u zbiegu ul. Piastowskiej i Podchorążych

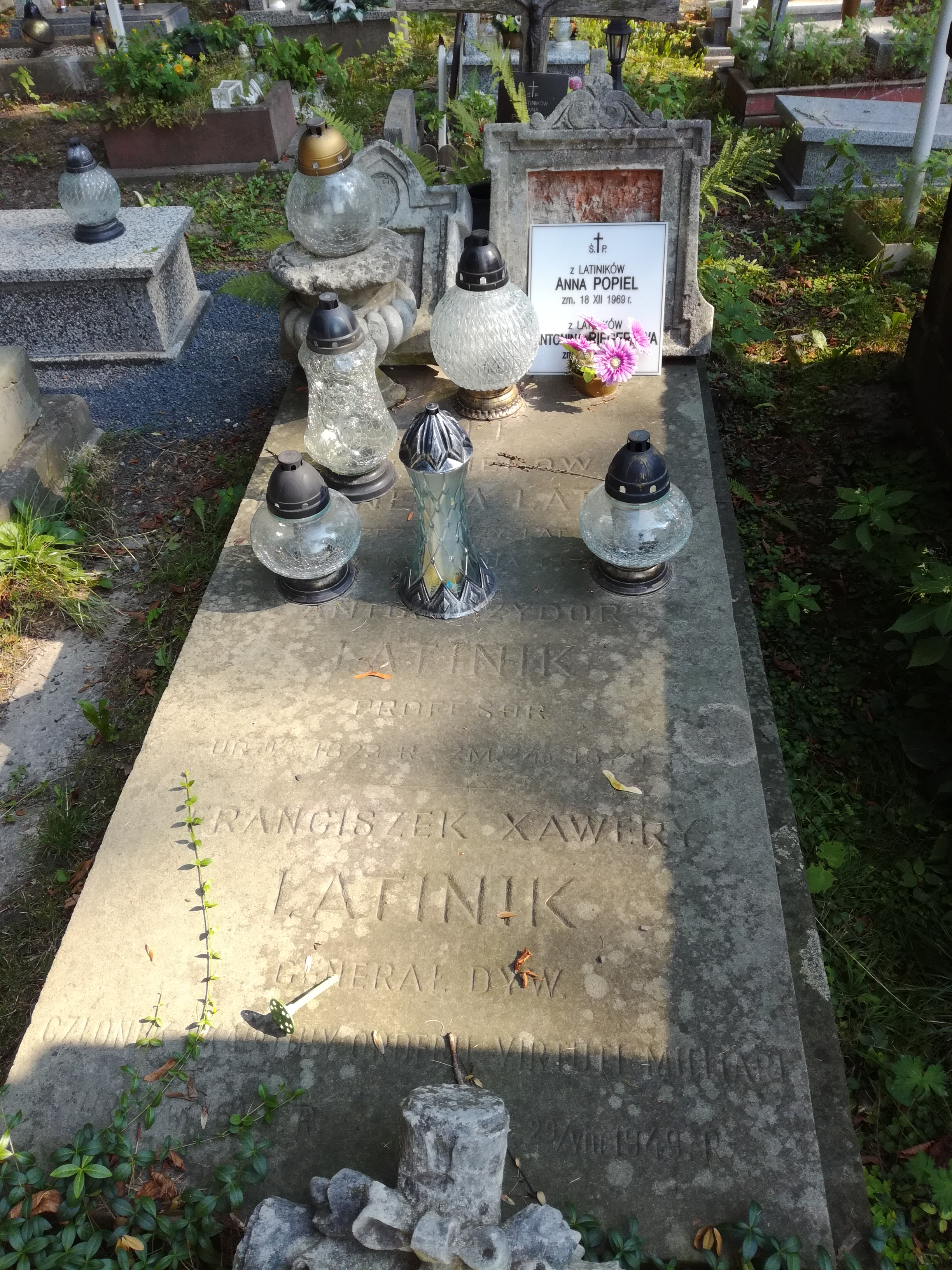
Grób rodzinny Latiników na cmentarzu Rakowickim w Krakowie, gdzie zostały złożone szczątki gen. Franciszka Latinika

Jego imieniem została nazwana ulica w Bielsku-Białej oraz skwer w Krakowie (2021).
Figura woskowa przedstawiająca Franciszka Latinika znalazła się w gabinecie figur woskowych w Muzeum Regionalnym PTTK w Gorlicach. 28 stycznia 2019, w ramach obchodów setnej rocznicy bitwy pod Skoczowem, na budynku parafii ewangelickiej w Skoczowie została odsłonięta tablica upamiętniająca fakt stacjonowania tam w czasie bitwy pułkownika Franciszka Latinika jako dowódcy Frontu Śląskiego. Tego samego dnia na Małym Rynku w Skoczowie został odsłonięty mural upamiętniający bitwę skoczowską autorstwa Rafała Roskowińskiego, na którym została przedstawiona postać Franciszka Latinika.
W 2018 r. Poczta Polska wydała w nakładzie 100 tys. sztuk należący do serii „Pierwsze dni niepodległości” i zaprojektowany przez Andrzeja Gosika znaczek pocztowy o nominale 2,60 zł upamiętniający Franciszka Latinika.
21 sierpnia 2020, w ramach obchodów setnej rocznicy bitwy warszawskiej, na budynku Resursy Obywatelskiej przy ul. Krakowskie Przedmieście 64 w Warszawie została odsłonięta tablica upamiętniająca działalność Wojskowego Gubernatorstwa Warszawy oraz gubernatora Franciszka Latinika w sierpniu 1920. 28 lipca 2020 w Legionowie, również w ramach obchodów setnej rocznicy bitwy warszawskiej, został odsłonięty mural autorstwa Rafała Roskowińśkiego, przedstawiający pośród najważniejszych dowódców wojskowych bitwy warszawskiej generała Franciszka Latinika.
15 sierpnia 2021 w kościele garnizonowym św. Agnieszki w Krakowie została odsłonięta tablica upamiętniająca generała Franciszka Latinika ufundowana przez Instytut Pamięci Narodowej. Część jego spuścizny została zdeponowana przez rodzinę jego wnuka Jerzego Vetulaniego w Archiwum Nauki PAN i PAU w Krakowie.

## Publikacje
- Żołnierz polski pod Gorlicami 1915. Działalność 100 Pułku Ziemi Cieszyńskiej. Przemyśl: 1923. Brak numerów stron w książce[89][90]
- Wspomnienie o generale broni Tadeuszu Rozwadowskim. W: Generał Rozwadowski. Kraków: 1929, s. 196–200.
- Bój o Warszawę. Rola wojskowego gubernatora i 1-ej armii w bitwie pod Warszawą w 1920 r.. Bydgoszcz: 1931. Brak numerów stron w książce
- Walka o Śląsk Cieszyński w r. 1919. Cieszyn: P. Mitręga, 1934.[91][t]